# 3C 186
3C 186 is een radiobron uit de Third Cambridge Catalogue of Radio Sources, die gepubliceerd is in 1959. Optische foto's laten zien dat de bron geassocieerd is met een elliptisch sterrenstelsel op ongeveer 8 miljard lichtjaar van de Aarde. Van dit sterrenstelsel is bekend geworden dat deze een zwart gat (quasar) heeft afgestoten, waardoor deze door het universum is gaan zwerven. Het zwarte gat heeft een geschatte massa van ongeveer 1 miljard keer de Zon. Het elliptische sterrenstelsel is bij toeval ontdekt, waardoor er vermoedens zijn dat er meer vergelijkbare sterrenstelsel gevonden zullen worden. Het sterrenstelsel is het verst gelegen stelsel waar een quasar is waargenomen. 

## Geschiedenis
Bij het zien van de eerste foto, gemaakt door Hubble, viel de expert op dat een en ander niet gebruikelijk was. Later is een uit gegevens van, Hubble, het Chandra X-ray Observatory en de Sloan Digital Sky Survey, een nieuwe afbeelding gemaakt. Op de foto is duidelijk een quasar te zien. In tegenstelling tot wat normaal is, bevindt de quasar zich niet in het midden van het sterrenstelsel. Het is zeer waarschijnlijk de eerste quasar waarvan is bewezen dat het uit het sterrenstelsel is verstoten.
Het sterrenstelsel met de wetenschappelijke naam 3C186 ontstond zeer waarschijnlijk tussen de 1 tot 2 miljard jaar geleden, uit een fusie van twee sterrenstelsels met elk een eigen (superzwaar) zwart gat. Dit vermoeden wordt gestaafd door de boogvormige getijdenstaarten. De fusie van de twee sterrenstelsels heeft ook een fusie van de twee zwarte gaten veroorzaakt. Het is zeer waarschijnlijk dat de twee zwarte gaten qua formaat flink van elkaar verschilden en ook een andere rotatiesnelheid hadden, waardoor er aan een kant meer zwaartekrachtgolven gecreëerd werden. Na de fusie van de twee gaten werd het nieuwe zwarte gat door de anisotrope zwaartekrachtgolven uit het nieuwe sterrenstelsel geduwd. Het zwarte gat is (nog) wel actief, waardoor er een quasar is gevormd. Het object reist met een snelheid van ongeveer 7,5 miljoen km/h door het heelal. Sinds het is uitgestoten, heeft het ongeveer 35.000 lichtjaar gereisd, dat is meer dan de afstand van de Zon naar het midden van de Melkweg. Dit zwarte gat is het eerste waarvan bekend is dat het uit het bijhorende sterrenstelsel is gestoten.
Chandra metingen tonen aan dat het sterrenstelsel zich bevindt in een cluster van sterrenstelsels. Het gas van het intraclustermedium nabij de quasar is af aan het koelen en aanzienlijk kouder dan het gas aan de randen. Daar is het gas ca. 80 miljoen graden warm en nabij de kern is het ca. 30 miljoen graden. Het is het verst gelegen sterrenstelsel waarvan bekend is dat het intercluster gas in de kern koeler is dan de rest. Eventuele jets afkomstig van de quasar kunnen er wel voor gaan zorgen dat omliggend gas heter kan worden, waardoor afkoeling en dus stervorming voorkomen kan worden.
Als bovenstaande volledig correct is, dan tonen de bevindingen ook aan dat twee superzware zwarte gaten wel degelijk kunnen fuseren. Mochten er meer, op grote afstand gelegen, vergelijkbare sterrenstelsels gevonden worden, dan zouden zij er voor kunnen zorgen dat de huidige theorieën over de ontwikkeling van de eerste sterrenstelsels in het jonge heelal gewijzigd zullen moeten worden.